# Большое Семенково
Большое Семенково — деревня в Благовещенском сельском поселении Большесельского района Ярославской области.
Деревня указана на плане Генерального межевания Рыбинского уезда 1792 года.

## Население
По данным статистического сборника «Сельские населенные пункты Ярославской области на 1 января 2007 года», в деревне Большое Семенково проживает 520 человек.

## География
Деревня расположена на севере района, она стоит на левом, северо-западном берегу безымянного ручья, левого притока реки Черёмухи. Этот ручей, левый приток Черёмухи, спрямлён мелиоративными работами. Через деревню на север проходит дорога через Андреевское и Чудиново на Головинское и далее на Рыбинск, связывающая многие населённые пункты на Черёмухе. На противоположном от Семенково берегу ручья эта дорога разветвляется на два направления: одна дорога, следуя течению Черёмухи, отклоняяется к востоку и идёт к Вакулово и далее к Нового Гостилово, другая в юго-восточном направлении через Михеево и Дуниловское болото следует к центру района Большому Селу. Выше по течению ручья к юго-западу на том же берегу стоит деревня Калинино,  в противоположную сторону вблизи впадения в Черёмуху деревня Зорино. Деревня стоит в южной части обширного поля, протянувшегося примерно на 5 км с запада на восток и на 4 км с севера на юг, на котором находится множество деревень Чудиновского сельского округа.